# Dragowisztica (obwód sofijski)
Dragowisztica (bułg. Драговищица) – wieś w Bułgarii, w obwodzie sofijskim, w gminie Kostinbrod. Według danych szacunkowych Ujednoliconego Systemu Ewidencji Ludności oraz Usług Administracyjnych dla Ludności, 15 września 2022 roku miejscowość liczyła 1173 mieszkańców.
We wsi funkcjonują szkoła podstawowa Otec Paisij, przedszkole Detelina oraz czitaliszte Gerogi Rakowski, ponadto znjaduje się też siedziba kmeta. Wieś posiada klub piłkarski Sportist Dragowisztica.

## Osoby związane z miejscowością

### Urodzeni
- Dimczo Dimow (1944–2017) – bułgarski piłkarz
- Janko Najdenow (1893–?) – bułgarski rewolucjonista, czetnik Krystjo Byłgarijaty[2]